# جون هارت (صحفي)
جون هارت (بالإنجليزية: John Hart)‏ هو صحفي أمريكي، ولد في 1 فبراير 1932.